# Vorstverwering

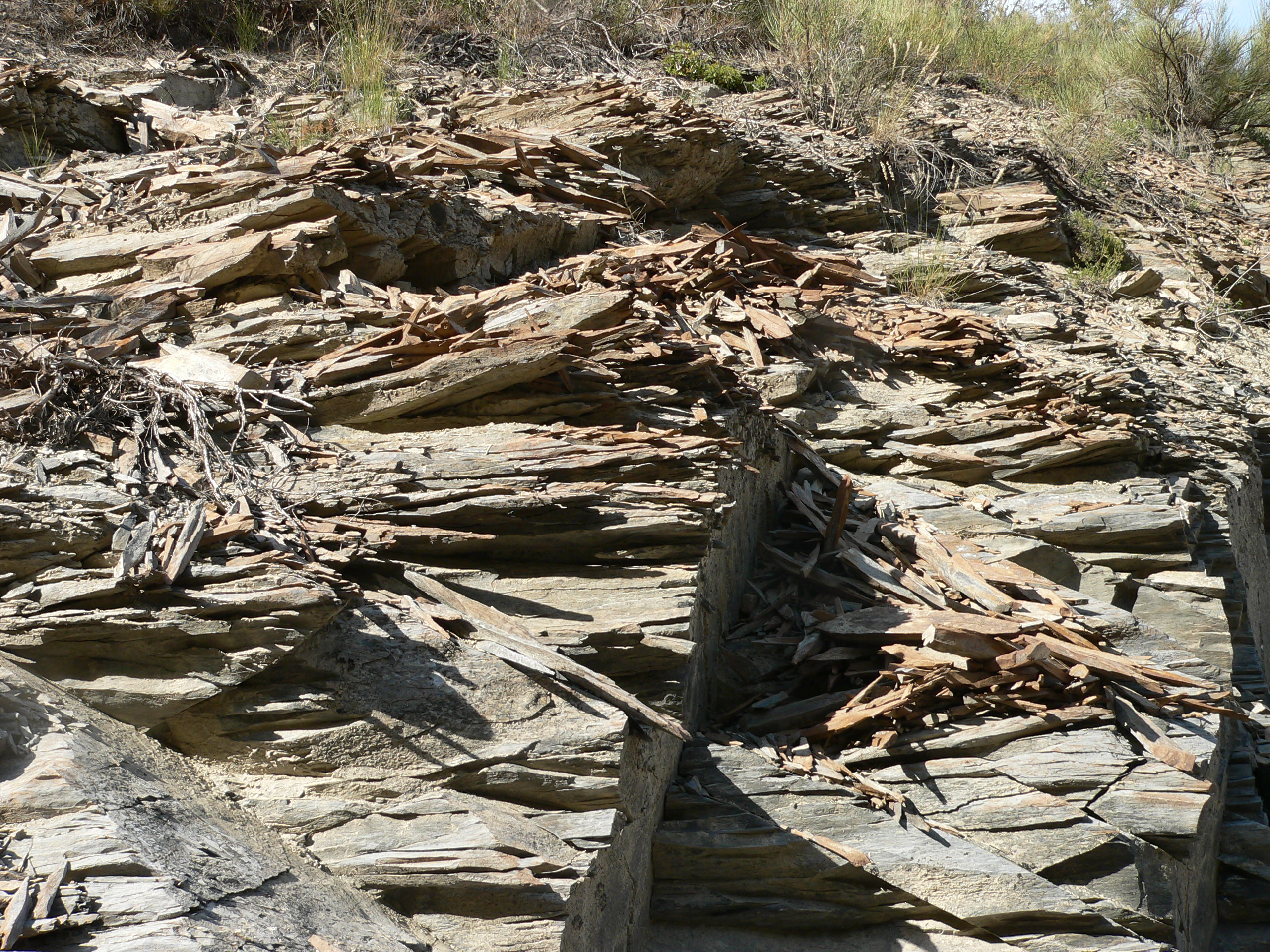
Vorstverwering, Col des Garcinets, Alpen (Frankrijk).

Vorstverwering is een proces van fysische verwering waarbij het periodiek bevriezen en weer smelten van water in spleten en holtes van een gesteente ertoe leidt dat het gesteente uiteengedrukt wordt, breekt of versplintert. Deze uiteendrukking komt doordat water uitzet als het bevriest. De uitzetting is krachtig genoeg om steen te splijten.
Als het gesteente eenmaal gebroken is, kan er steeds meer water indringen, waardoor het proces verder en dieper doorgaat.
Gesteenten met een foliatie of een andere gelaagde structuur, zoals in zandsteen, leisteen of schisten voorkomt, zijn er zeer gevoelig voor. De lagen worden opgebroken en komen los als schilfers, lamellen of grote blokken.
In grofkorrelige stollingsgesteentes die eerst verweren door chemische verwering ontstaan kleine kieren en gangetjes waar water in kan komen. Het water komt dan tussen de afzonderlijke mineraalkorrels en breekt het gesteente af. Hierbij ontstaat een grof zand waarbij elke korrel uit één mineraal bestaat.
Vorstverwering doet zich vooral voor in gebieden met een klimaat met een sterk schommelende temperatuur, bijvoorbeeld op plateaus en in gebergtes in koude en gematigde klimaatzones, aan de ingang van grotten of lapiaz.

## Afbeeldingen

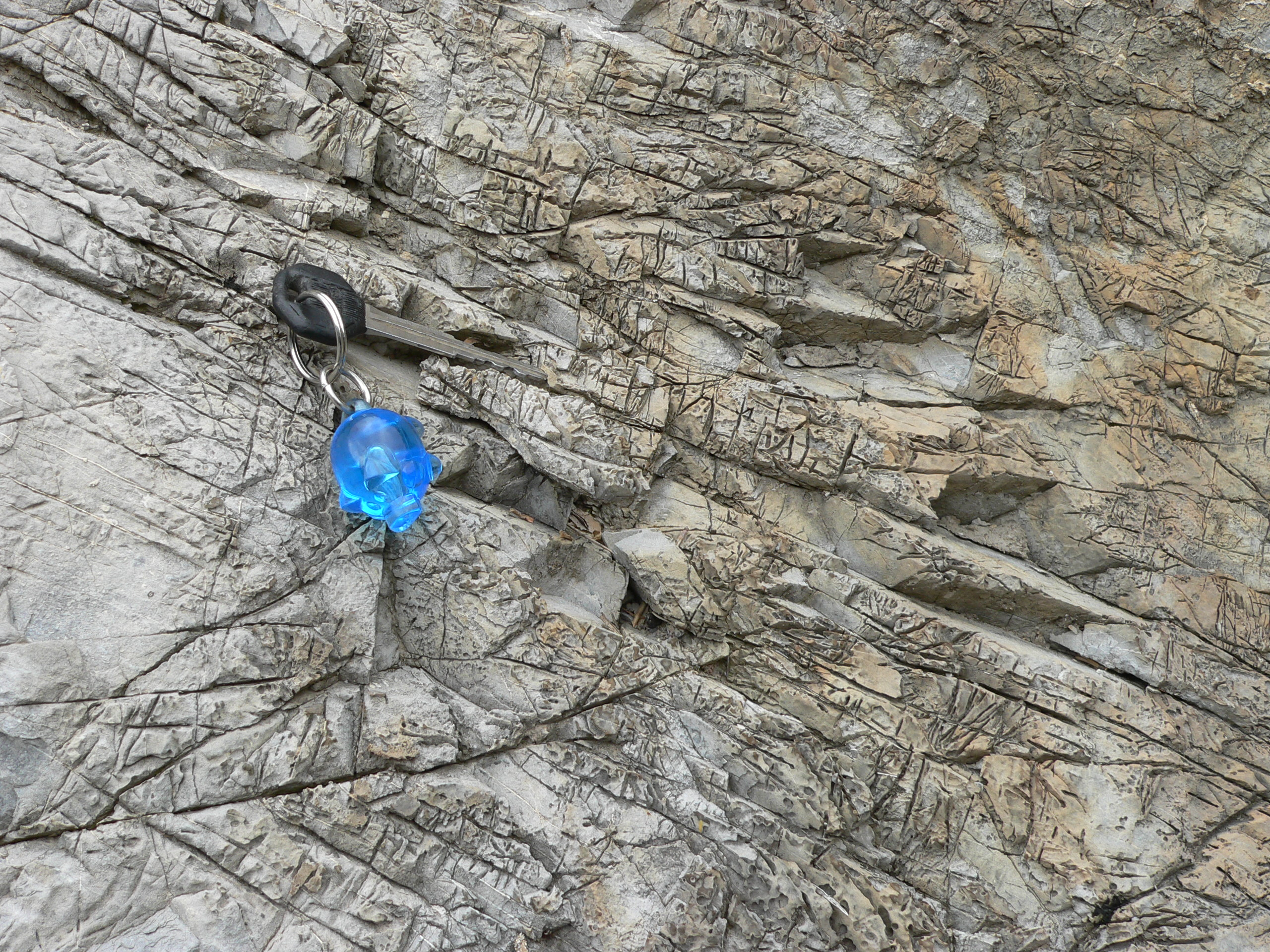
Sporen van vorstverwering, Gorges du Guil, Alpen (Frankrijk)